# Lekhà Dodí
Lekhà Dodí (en hebreu: לכה דודי) també traduïda com Lecha Dodi, és una cançó litúrgica jueva cantada en idioma hebreu, que es recita tots els divendres al capvespre, a la sinagoga o a la llar, per donar la benvinguda al Sàbat, abans dels serveis de la nit. Aquesta cançó forma part de la cerimònia de benvinguda del Sàbat (Kabalat Shabat). Lekhà Dodí vol dir "vine, estimat meu", i és la invitació d'un amant misteriós que pot ser Déu, o bé els amics d'un mateix, a unir-se per rebre junts el Sàbat i saludar a la "Núvia del Sàbat". Mentre els assistents a la cerimònia canten el darrer vers, els membres de la congregació donen la benvinguda a la "Reina del Sàbat".
La cançó va ser composta al segle XVI per Shlomo Halevi Alkabetz, qui va néixer a la ciutat de Tessalònica, i després va esdevenir un cabalista, i va anar a viure a la ciutat de Safed. Com era comú en aquella època, la cançó era un acrònim, ja que en llegir la primera lletra de les primeres vuit estrofes de la cançó, donava com a resultat el nom de l'autor del text.
La cançó està basada en una interpretació rabínica del llibre del Càntic dels Càntics, a on la núvia (kalà) representa simbòlicament al poble jueu, i l'amant (dodí) és una metàfora del Déu Elohim. En el llibre dels profetes (Nevim), apareix la mateixa metàfora. El poema mostra al Poble d'Israel (Am Israel) demanant-li a Déu que faci venir sobre el seu poble el gran Sàbat de la redempció messiànica. El Lekhà Dodí és un dels poemes hebreus que han estat acceptats en la litúrgia jueva, tant en el ritual sefardita, com en el asquenazita.